# Сикулы

Схема расселения догреческих народов Сицилии (слева направо: элимцы, сиканы, сикулы)

Сикулы (лат. Siculi, греч. Σικελοί) — древний народ острова Сицилия. В отличие от сиканов их считают индоевропейцами, которые прослеживаются в восточной Сицилии с конца бронзового века.
Согласно преданию, сикулы ранее обитали в Лации, однако были вытеснены аборигенами. По археологическим данным, сикулы прибыли на остров в конце 2-го тысячелетия до н. э. и принесли с собой искусство обработки железа (ранее на острове использовалась бронза) и одомашненную лошадь. Из сикульских некрополей наиболее известна Панталика близ города Сиракузы; ещё один некрополь обнаружен близ Ното. Захоронения сикулов «печного» типа имеют форму пчелиных ульев.
В исторические времена сикулы занимали восточную половину острова, от которых он и получил своё название. Сикулы играют большую, хотя и довольно теневую роль, в ранних традициях доримской Италии. Существуют многочисленные свидетельства того, что сикулы когда-то жили в Центральной Италии к востоку и даже к северу от Рима (напр., Servius "ad Aen." vii. 795; Dion. Hal. i. 9. 22; Thucydides vi. 2). Оттуда они были вытеснены умбро-сафинскими племенами и, наконец, переправились на Сицилию. Археологи пока не пришли к единому мнению относительно конкретного слоя останков в Италии, к которому следует отнести название сикулы (см., например, B. Modestov, Introduction à l'histoire romaine, Paris, 1907, pp. 135 sqq.). Они отличались от сиканов (q.v.; Virg. "Aen." viii. 328), которые населяли западную половину острова и которые, согласно Фукидиду, пришли из Испании, но которых Вергилий, похоже, определяет в Италии. Обе традиции могут быть верны (ср. W. Ridgeway, "Who were the Romans?" London, 1908, p. 23). О языке сикулов мы знаем очень мало из глоссариев, сохраненных для нас древними писателями, большинство из которых были собраны Э. А. Фрименом ("Sicily", vol. i. App. note iv.), и из надписи на том, что предположительно является орнаментальным глиняным винным сосудом, который имеет форму чайника, сохраненным и расшифрованным Р. С. Конвеем в коллекции герцога Баденского в Карлсруэ (Winnefeld, "Grossherzogl. vereinigte Sammlungen", 1887, 120), который обсуждался Р. Турнейзеном (Kuhn's "Zeitschrift", xxxv. 214). Надпись была найдена в Чентурипе, а алфавит - греческий V или VI в. до н. э. В настоящий момент нет достаточных доказательств, чтобы сделать перевод возможным, несмотря на доблестные усилия Турнейсена, но повторение фразы "hemiton esti durom" в различном порядке ("durom hemiton esti") — предположительно, застольная песня или пословица, «полчашки — это жалкое веселье», хотя возможно, что символ, читаемый как "m", на самом деле может обозначать некую разновидность "s" — что делает разделение этих трех слов вполне определенным и становится весьма вероятным, что мы имеем дело с индоевропейским языком. Ни один из группы звуков, встречающиеся в остальной части надписи, а также какие-либо окончания слов, насколько они могут быть угаданы, не дают никаких оснований сомневаться в этой гипотезе; и уже упомянутые глоссарии могут быть легко связаны с греческими или латинскими словами (например, "μοῖτον, mutuum"); на самом деле было бы трудно опровергнуть утверждение, что все их следует рассматривать как простые заимствования.
Города сикулов, как и города сиканов, не образовывали политического союза, но находились под управлением независимых правителей. Они играли важную роль в истории острова после прибытия греков.
Возможно, сикулы впервые упоминаются в египетских надписях как один из «народов моря» (шекелеш).
Сикульский язык известен по субстратной лексике, а также ряду кратких надписей на сосудах греческим алфавитом. Известны также две относительно длинных надписи без пробелов между словами. С большой вероятностью сикульский язык относился к латино-фалискской подгруппе италийских языков, то есть был ближайшим родственником латинского языка (высокую степень сходства сикульского языка с латинским отмечал ещё современник Марк Теренций Варрон).